# 幡ヶ谷出入口
幡ヶ谷出入口（はたがやでいりぐち）は、東京都渋谷区幡ヶ谷二丁目にある首都高速道路4号新宿線の出入口である。
首都高速都心環状線、三宅坂JCT方面の出入口のみ設置されているハーフインターチェンジとなっており、甲州街道（国道20号）に接続している。甲州街道下り線に接続する出口では、合流部分に信号機が設置されており、甲州街道本線との交互通行となっている。
2022年（令和4年）4月1日以降、入口はETC専用となっている。

## 周辺
- 幡ヶ谷駅
- 東京都道420号鮫洲大山線（中野通り）